# عقد لمفاوية نكفية
العقد اللمفاوية النكفية هي العقد اللمفاوية المجاورة للغدة النكفية في جهاز المناعة.
وبشكل أكثر تحديدًا، يمكن أن تشير إلى:
- العقد اللمفاوية النكفية العميقة.
- العقد اللمفاوية النكفية السطحية.

## روابط خارجية
- http://patient.info/health/non-hodgkins-lymphoma-leaflet
- http://www.emedicine.com/ent/topic306.htm#section~anatomy_of_the_cervical_lymphatics